# Ivana Lončarek
Ivana Lončarek (* 8. April 1991) ist eine kroatische Sprinterin und Hürdenläuferin, die sich auf die 100-Meter-Distanz spezialisiert hat.

## Sportliche Laufbahn
Erste internationale Erfahrungen sammelte Ivana Lončarek im Jahr 2007, als sie bei den Jugendweltmeisterschaften in Ostrava im 100-Meter-Hürdenlauf in 13,76 s den fünften Platz belegte und über 400 m Hürden mit 61,38 s in der ersten Runde ausschied. Anschließend gewann sie beim Europäischen Olympischen Jugendfestival (EYOF) in Belgrad in 13,80 s die Bronzemedaille über 100 m Hürden und schied im 400-Meter-Hürdenlauf mit 64,81 s im Vorlauf aus. 2009 scheiterte sie dann bei den Junioreneuropameisterschaften in Novi Sad über 100 m Hürden mit 13,94 s in der Vorrunde und im Jahr darauf schied sie bei den Juniorenweltmeisterschaften in Moncton mit 13,83 s im Halbfinale aus. 2011 schied sie bei den U23-Europameisterschaften in Ostrava mit 13,81 s in der ersten Runde aus und im Jahr darauf gewann sie bei den Balkan-Hallenmeisterschaften in Istanbul in 8,51 s die Silbermedaille über 60 m Hürden. 2013 siegte sie bei den Balkan-Hallenmeisterschaften ebendort in 8,29 s und schied kurz darauf bei den Halleneuropameisterschaften in Göteborg mit 8,22 s im Vorlauf aus. Im Sommer erreichte sie bei den U23-Europameisterschaften in Tampere in 13,66 s Rang sieben und gewann daraufhin bei den Balkan-Meisterschaften in Stara Sagora in 13,68 s die Silbermedaille und gewann mit der kroatischen 4-mal-100-Meter-Staffel in 46,63 s die Bronzemedaille. 2014 siegte sie in 13,37 s bei den Balkan-Meisterschaften in Pitești und gewann mit der Staffel in 45,65 s die Bronzemedaille. Anschließend scheiterte sie bei den Europameisterschaften in Zürich mit 13,25 s in der Vorrunde und verpasste auch mit der Staffel mit 45,47 s den Finaleinzug.
2015 gewann sie bei den Balkan-Hallenmeisterschaften in Istanbul in 8,31 s die Bronzemedaille über 60 m Hürden und anschließend nahm sie erstmals an der Sommer-Universiade in Gwangju teil und klassierte sich dort in 13,37 s auf dem siebten Platz. Daraufhin gewann sie bei den Balkan-Meisterschaften in Pitești in 13,65 s die Bronzemedaille im Hürdensprint und siegte mit der Staffel in 45,71 s. Im Jahr darauf gewann sie bei den Balkan-Hallenmeisterschaften in Istanbul in 8,27 s erneut die Bronzemedaille und bei den Freiluftmeisterschaften in Pitești siegte sie in 13,09 s im Hürdenlauf und gewann mit der Staffel in 45,45 s die Silbermedaille. Daraufhin schied sie bei den Europameisterschaften in Amsterdam mit 13,27 s in der Vorrunde aus. 2017 gewann sie bei den Balkan-Hallenmeisterschaften in Belgrad in 8,16 s die Silbermedaille und schied anschließend bei den Halleneuropameisterschaften ebendort mit 8,20 s im Halbfinale aus. Anschließend startete sie erneut bei den Studentenweltspielen in Taipeh und schied diesmal mit 13,92 s im Halbfinale aus. Im Jahr darauf gewann sie bei den Balkan-Hallenmeisterschaften in Istanbul in 8,17 s die Silbermedaille und schied anschließend bei den Hallenweltmeisterschaften in Birmingham mit 8,21 s im Halbfinale aus. Bei den Mittelmeerspielen in Tarragona wurde sie in 13,40 s Vierte und gewann kurz darauf bei den Balkan-Meisterschaften in Stara Sagora in 13,17 s die Bronzemedaille, ehe sie bei den Europameisterschaften in Berlin mit 13,23 s in der ersten Runde scheiterte.
2019 belegte sie bei den Balkan-Hallenmeisterschaften in Istanbul in 8,29 s den vierten Platz und schied anschließend bei den Halleneuropameisterschaften in Glasgow mit 8,27 s im Halbfinale aus. Im Jahr darauf siegte sie bei den Balkan-Hallenmeisterschaften in 8,13 s und wurde bei den Freiluftmeisterschaften in Cluj-Napoca in 13,41 s Vierte. 2021 gewann sie bei den Balkan-Hallenmeisterschaften in 8,24 s die Bronzemedaille und wenig später schied sie bei den Halleneuropameisterschaften in Toruń mit 8,26 s im Vorlauf aus. Ende Juni belegte sie bei den Balkan-Meisterschaften in Smederevo in 13,28 s den fünften Platz und 2022 gewann sie bei den Balkan-Hallenmeisterschaften in Istanbul in 8,20 s die Bronzemedaille über 60 m Hürden hinter der Rumänin Anamaria Nesteriuc und Natalia Christofi aus Zypern. Anschließend schied sie bei den Hallenweltmeisterschaften in Belgrad mit 8,19 s in der Vorrunde aus. Im Juni gelangte sie bei den Balkan-Meisterschaften in Craiova mit 13,92 s auf Rang sieben und belegte mit der Staffel in 46,48 s den sechsten Platz. Anschließend schied sie bei den Mittelmeerspielen in Oran mit 13,69 s im Vorlauf aus. Im August kam sie bei den Europameisterschaften in München mit 13,50 s nicht über den Vorlauf hinaus. Im Jahr darauf wurde sie bei der 2. Liga der Team-Europameisterschaft im Rahmen der Europaspiele in Chorzów in 13,45 s Zweite im B-Lauf, ehe sie bei den Balkan-Meisterschaften in Kraljevo mit 13,27 s auf den zehnten Platz gelangte. 2024 belegte sie bei den Balkan-Hallenmeisterschaften in Istanbul in 8,21 s den fünften Platz über 60 m Hürden und im Jahr darauf verpasste sie bei den Balkan-Hallenmeisterschaften in Belgrad mit 8,43 s den Finaleinzug.
In den Jahren 2009, von 2011 bis 2015 sowie von 2019 bis 2023 wurde Lončarek kroatische Meisterin im 100-Meter-Hürdenlauf sowie 2008 über 400 m Hürden. 2013 siegte sie im 100-Meter-Lauf sowie 2016 auch in der 4-mal-100-Meter-Staffel und 2022 in der 4-mal-400-Meter-Staffel. Zudem wurde sie 2009 und 2010, 2012 und 2013, 2015 und 2016 und von 2018 bis 2022 und 2024 Hallenmeisterin über 60 m Hürden und 2013, 2019 und 2020 und 2022 siegte sie auch im 60-Meter-Lauf. Zudem wurde sie 2024 und 2025 Hallenmeisterin in der 4-mal-200-Meter-Staffel.

## Persönliche Bestleistungen
- 100 Meter: 11,98 s (+0,7 m/s), 31. Mai 2014 in Zagreb
  - 60 Meter (Halle): 7,50 s, 20. Januar 2018 in Wien
- 100 m Hürden: 13,09 s (−0,3 m/s), 26. Juni 2016 in Pitești
  - 50 m Hürden (Halle): 7,05 s, 19. Februar 2020 in Zagreb (kroatischer Rekord)
  - 60 m Hürden (Halle): 8,06 s, 10. Februar 2017 in Linz
- 400 m Hürden: 59,92 s, 15. September 2019 in Zagreb